# Нам нужна одна победа
„Нужна ни е една победа“ (на руски: Нам нужна одна победа) (също „Здесь птицы не поют“ или „Десятый наш десантный батальон“) е песен на Булат Окуджава, написана за игралния филм на Андрей Смирнов „Белоруската гара“ (1970). Във филма песента се пее от бившата медицинска сестра на фронтовата линия Рая (Нина Ургант). В края на филма музикалната тема се повтаря в оркестров аранжимент без думи.

## История на създаването
Идеята за включване на песен на Булат Окуджава във филма „Белоруската гара“ принадлежи на сценариста Вадим Трунин. Окуджава се съгласява да участва едва след като преглежда вече заснетите фрагменти. По-късно поетът казва, че е привлечен от възможността да напише „окопна“ песен – „една от онези, които са се пели на фронта“. Задачата, поставена от създателите на филма, не е лесна: те предполагат, че песента ще носи основното семантично съдържание на епилога и следователно трябва да съчетава трагизъм и победно чувство.
След дълго търсене на основната тема се раждат първите два реда; след това работата продължава бързо. В началния етап най-важното за Окуджава е текстът; той не приема мелодията сериозно и я смята за помощно средство – „само за да улесни композирането“. В Мосфилм, където авторът донася ръкописа на „Въздушно-десантният батальон“, го чакат не само Андрей Смирнов, но и Алфред Шнитке. Реакцията им на чутото е диаметрално противоположна: композиторът харесва повече музиката, а режисьорът – поезията. Впоследствие именно Шнитке, който записва оркестровата версия на песента, настоява Окуджава да бъде посочен като автор на музиката както във филма, така и на плочата, издадена известно време по-късно.

## Художествени характеристики на текста
В цялата песен само първият куплет, написан в ямбичен триметър, варира; Той също така задава основната тема и създава образа на изгорена земя, върху която „птици не пеят, дървета не растат“. Вторият стих рисува картина на битката; третата – по своята острота („ Смъртоносен огън ни очаква! “) - наподобява език от пламъци, изстрелващ се към небето. Припевът на песента за победата („ една за всички, няма да се пазарим за цената “) става наистина популярен.
При анализа на текста Дмитрий Биков обръща внимание на реда „Планетата гори и се върти“, наричайки го брилянтен: Това чувство на неяснота, несигурност, замаяност след сътресение е намерено перфектно; никой не би могъл да предаде по-добре земните трусове по време на стрелба.
Според изследователя Евгений Шраговиц, когато е писал песента, Окуджава не само е използвал собствения си фронтов опит, но и е създал колективен образ на батальона – хората, скрити зад местоимението „ние“. Текстът позволява да се говори за времето и мястото на описаните в него събития: думите „От Курск и Орел“ са пряка препратка към битката при Курск през юли-август 1943 г.

## Музикална тема
Аранжиментът на песента, направен от Алфред Шнитке, е наречен от изследователите „шедьовър на музикалната драматургия“; Финалната хроника на филма, сцената на срещата на войниците на Белоруската жп гара, в която е включен, напомня по своето въздействие епизодите за „национално единство“ от филма „Жеравите летят“. Маршът е записан от военен духов оркестър, в който отделните инструменти са имали своя собствена роля:
В първата част основната тема се носи от кларинета, във втората от тромпета, в третата от тромбона, а около основната ѝ тема се вплита второстепенна тема, отново на тромпета.
Самият автор е променил темпото при изпълнението на тази песен: той е започнал бавно, с концентрирано усилие, „сякаш отразявайки мъчителната трудност на началото на войната“; след това темпото се ускори, а в третия куплет стана сдържано и откъснато. При последното повторение на „смъртоносния огън“ вътрешното напрежение отново се увеличи.
Песента от филма, която според изследователите не е била предназначена за паради, е трансформирана в „елегичен марш“  и става химн на въздушно-десантните войски. Години по-късно Окуджава полушеговито признава, че за първи път се е почувствал като музикант, когато е видял по телевизията среща на високопоставени гости на Съветския съюз, пристигнали на правителственото летище; „Движението им от стъпалата на самолета беше съпроводено от звуците на песента „Нуждаем се от една победа“.  и става химн на въздушно-десантните войски.